# Cædwalla de Wessex
Pedro Caedwalla (Cædwalla) (659-20 de abril de 689) fue rey de Wessex desde el año 685 aproximadamente hasta que abdicó en el año 688. Su nombre deriva del nombre britano Cadwallon. Fue exiliado de Wessex; durante su exilio, reunió un ejército y atacó Sussex y mató a su rey Ethelwealh de Sussex. Sin embargo, Caedwalla fue incapaz de mantener el territorio, y fue expulsado por los partidarios de Aethelwealh. En 685 o 686 retornó a Wessex y finalmente se convirtió en rey. Es posible que eliminara a varios de sus rivales dinásticos, ya que algunos registros informan de que Wessex estaba gobernado por varios reyes hasta la llegada de Caedwalla.
Tras su ascenso en Wessex, Caedwalla regresó a Sussex y lo conquistó nuevamente, ocupando asimismo la isla de Wight, eliminando las dinastías que allí reinaban y convirtiendo a sus habitantes al cristianismo a punta de espada. Obtuvo el control de Surrey y del Reino de Kent, y en el 686 instauró a su hermano Mul como rey de Kent. Un año después, Mul fue quemado durante una revuelta, por lo que Caedwalla regresó a Kent y lo gobernó directamente durante un tiempo.
Caedwalla fue herido durante la conquista de la isla de Wight, y quizás esta fue la razón por la que abdicó en el año 688 para viajar a Roma para su bautismo, tomando el nombre de Pedro, y muriendo allí. Llegó a Roma en abril de 689 y fue bautizado el sábado anterior a Semana Santa, muriendo diez días después, el 20 de abril 689. Fue sucedido por el rey Ine de Wessex.

## El territorio de los sajones occidentales en la década de 680

Los reinos de Gran Bretaña a fines del siglo.

## Religión

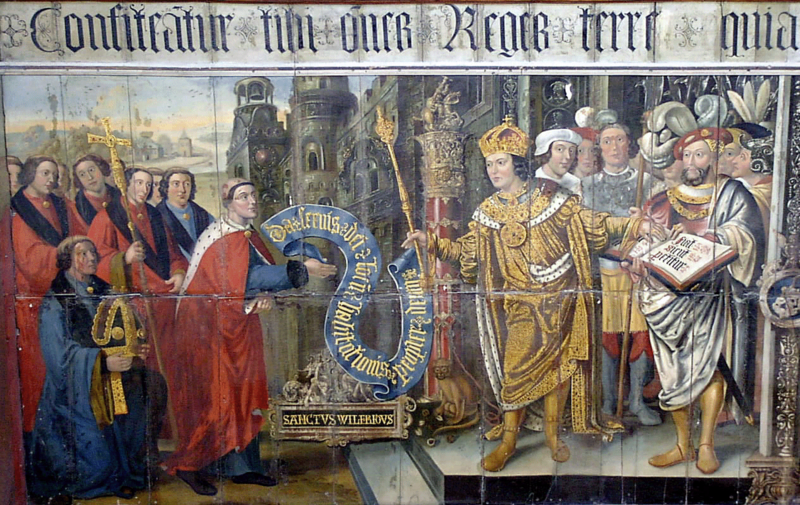
Mural del realizado por Lambert Barnard en la Catedral de Chichester, describiendo a Cædwalla entregando sus tierras a San Wilfrid.